# Esencia (álbum de Alex Campos)
Esencia (subtitulado como Latin Worship) es el undécimo álbum de estudio y la decimoquinta producción del cantante colombiano de rock cristiano Alex Campos.
El álbum se caracteriza por el estilo clásico de Alex Campos, con una variedad de ritmos como pop, rock y balada. Asimismo el 23 de agosto de 2024, el álbum se presentó junto al sencillo «Rumbo pa la iglesia».
Se desprenden del mismo, algunos sencillos como «Te amo», «Gracias Cristo» y «Libre» entre otros. Cuenta con las participaciones de Miel San Marcos, Tauren Wells y Kairo Worship.

## Lista de canciones
| N.º | Título                         | Duración |  |
| 1.  | «Libre» (con Tauren Wells)     | 4:19     |  |
| 2.  | «Rumbo pa la iglesia»          | 2:51     |  |
| 3.  | «Veo tu gloria»                | 4:51     |  |
| 4.  | «Eres tú»                      | 5:25     |  |
| 5.  | «Tu presencia»                 | 6:02     |  |
| 6.  | «Gracias Cristo»               | 4:01     |  |
| 7.  | «Tu voz»                       | 4:15     |  |
| 8.  | «Quizá» (con Kairo Worship)    | 5:18     |  |
| 9.  | «Te he visto fiel»             | 4:18     |  |
| 10. | «Te amo» (con Miel San Marcos) | 5:31     |  |
| 11. | «Te necesito»                  | 5:04     |  |
| 12. | «Antes que salga el sol»       | 4:14     |  |
| 13. | «Vuelvo a ti»                  | 4:52     |  |
| 14. | «Padre»                        | 4:45     |  |